# Калети
Калети (пол. Kalety, нім. Stahlhammer) — місто в південній Польщі, на річці Мала Панев.
Належить до Тарногурського повіту Сілезького воєводства.

## Демографія
Демографічна структура станом на 31 березня 2011 року:
|          | Загалом | Допрацездатний вік | Працездатний вік | Постпрацездатний вік |
| -------- | ------- | ------------------ | ---------------- | -------------------- |
| Чоловіки | 4237    | 738                | 2995             | 504                  |
| Жінки    | 4439    | 697                | 2711             | 1031                 |
| Разом    | 8676    | 1435               | 5706             | 1535                 |